# پرنسس قدرت (آلبوم)
پرنسس قدرت (انگلیسی: Princess of Power) ششمین آلبوم استودیویی خواننده و ترانه‌پرداز ولزی، مارینا است. این آلبوم قرار است به صورت مستقل در ۶ ژوئن ۲۰۲۵ منتشر شود و پخش آن را شرکت موسیقی بی‌ام‌جی رایتس منیجمنت بر عهده خواهد داشت. این نخستین آلبوم مستقل مارینا پس از دو آلبوم چندآهنگهٔ پری دریایی در برابر ملوان (۲۰۰۷) و فروت آکوستیک (۲۰۱۵) محسوب می‌شود، که پس از قطع همکاری با شرکت آتلانتیک رکوردز و پس از انتشار پنجمین آلبومش به نام رؤیاهای کهن در سرزمینی نوین (۲۰۲۱) تولید شده است.
سه تک‌آهنگ از این آلبوم منتشر شده‌اند که شامل قطعهٔ «پروانه» به عنوان تک‌آهنگ آغازین و سپس «دختر کوپید» و «Cuntissimo» هستند.

## تبلیغ و انتشار
پیش از انتشار آلبوم استودیویی، سه تک‌آهنگ و دو موزیک ویدئو از آن منتشر شد. بنا بر گزارش‌ها، مارینا از ۳۱ ژانویه ۲۰۲۵ اقدام به توزیع بسته‌هایی تبلیغاتی کرد که در آن‌ها کرم‌های پیله‌ساز زنده همراه با دستورالعمل نگهداری قرار داشتند. این کارزار تبلیغاتی تعاملی در نهایت به انتشار نخستین تک‌آهنگ آلبوم با عنوان «پروانه» در ۲۱ فوریه انجامید؛ موزیک ویدئوی این ترانه نیز به صورت هم‌زمان با ترانه به کارگردانی آیرین مورنو منتشر شد.
دومین تک‌آهنگ آلبوم با عنوان «دختر کوپید» در ۲۱ مارس همراه با یک ویژوالایزر به کارگردانی لوگان رایس منتشر شد. این ترانه نقدهای متفاوتی دریافت کرد؛ از جمله نشریه هاروارد کریمزن آن را ترانه‌ای جذاب توصیف کرد اما نوشت که «اثر نهایی چندان قوی نیست» و مخاطبان را «در انتظار عمق احساسی بیشتری که در آثار قبلی مارینا دیده می‌شد» باقی می‌گذارد. مارینا در ۱۰ آوریل سومین تک‌آهنگ خود با نام «Cuntissimo» را معرفی کرد که موزیک ویدئوی آن یک روز بعد، با کارگردانی اولیویا د کمپس منتشر شد. مجلهٔ وی این ترانه را «بالادی پر زرق و برق در دفاع از خودمختاری زنانه با رگه‌هایی از موسیقی دوران ویکتوریایی» توصیف کرد.
پس از آن، مارینا از ششمین آلبوم استودیویی خود با عنوان پرنسس قدرت همراه با طرح جلد آلبوم و تاریخ انتشار رسمی رونمایی کرد. امکان پیش‌خرید این آلبوم نیز در همان روز فراهم شد و انتشار آن برای ۶ ژوئن ۲۰۲۵ برنامه‌ریزی شده است. هر سه ترانهٔ منتشرشده، همان روز در جشنواره موسیقی کوچلا ۲۰۲۵ برای نخستین بار به صورت زنده اجرا شدند. اندکی بعد، مارینا فهرست کامل قطعات این آلبوم را در ۲۲ آوریل از طریق شبکه‌های اجتماعی منتشر کرد که شامل سیزده ترانه است.